# Enrico Pirajno
Enrico Pirajno, barone di Mandralisca (Cefalù, 3 dicembre 1809 – Cefalù, 15 ottobre 1864), è stato un nobile e politico italiano. Fu un mecenate siciliano con interessi multidisciplinari. Si distinse come intellettuale, archeologo, botanico e malacologo, contribuendo con scoperte significative fatte nelle Eolie e nelle Madonie. Politicamente attivo, sostenne i moti del 1848 e l'Unità d'Italia, diventando deputato del primo Parlamento italiano nel 1861. Alla sua morte, lasciò tutto il suo patrimonio per la creazione di istituzioni pubbliche, tra cui il Liceo Classico Mandralisca e il Museo Mandralisca, dedicati alla diffusione del sapere e della cultura.

## Biografia
Enrico Pirajno, barone di Mandralisca, nacque il 3 dicembre 1809 a Cefalù, una cittadina sulla costa settentrionale della Sicilia. Unico figlio sopravvissuto di Michelangelo Pirajno e Maria Carmela Cipolla, apparteneva a un'antica famiglia nobile, le cui radici risalivano al XVI secolo, quando i Pirajno si trasferirono dal Portogallo alla Sicilia.

### Infanzia ed educazione
Enrico crebbe in un ambiente agiato tra Cefalù, Gangi e Lipari, circondato da terreni agricoli, riserve di caccia e palazzi di famiglia. Nel 1818, all'età di nove anni, fu inviato a Palermo per frequentare il Real Collegio Carolino, un prestigioso istituto educativo gestito dai Chierici Regolari delle Scuole Pie. Questo collegio, rinomato per la formazione dei giovani appartenenti alla nobiltà e alla borghesia, si proponeva di fornire un'educazione completa, in grado di coniugare la formazione religiosa con quella culturale e scientifica.
Durante i sette anni trascorsi al collegio, Enrico ricevette un'istruzione rigorosa che includeva lo studio delle lingue classiche (latino e greco), della filosofia, della storia, delle scienze naturali e delle arti. Particolare attenzione veniva data alle discipline pratiche, come la matematica e il disegno, e non mancavano attività legate alla tradizione cavalleresca, come la scherma e il ballo.
Nel 1825, terminati gli studi, Enrico tornò a Cefalù. Due anni dopo, dovette assume la gestione delle proprietà di famiglia in seguito alla morte del padre. Nonostante le responsabilità, continuò a coltivare i suoi interessi intellettuali, dedicandosi a campi come la numismatica, la malacologia, l'archeologia e la botanica, fino ai suoi ultimi giorni.

### Vita familiare

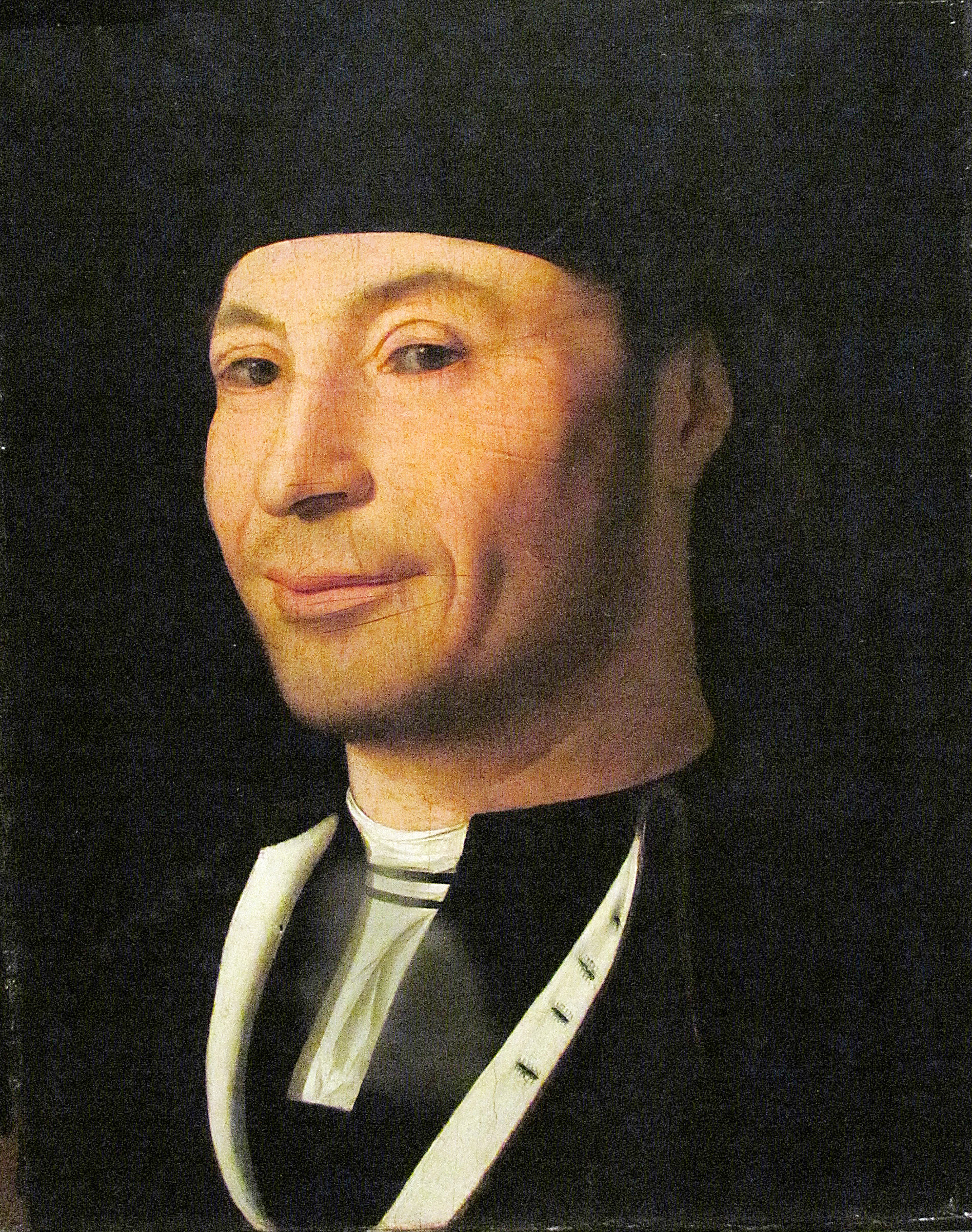
Ritratto d'ignoto marinaio di Antonello da Messina

Il 24 febbraio 1827, a soli 17 anni, Enrico sposò la cugina Maria Francesca Parisi, figlia del barone Francesco Parisi e di Anna Pereira (baroni di San Bartolomeo). La cerimonia fu celebrata nella cappella privata della famiglia Pirajno, un evento che sottolineava l'importanza sociale delle due casate. Pur avendo motivazioni economiche, il matrimonio si rivelò felice: Maria Francesca condivise con Enrico il gusto per la cultura e l'impegno sociale. La coppia trascorreva il tempo tra la villa di piazza Duomo a Cefalù e il palazzo dei baroni Parisi a Lipari.
In quell'isola, Enrico si dedicò a ricerche archeologiche, scoprendo oggetti di grande valore storico come statuette, lucerne, vasi, monete e il celebre cratere noto come il Venditore di tonno. Sempre a Lipari, in una spezieria, Enrico recuperò il famoso Ritratto d'ignoto marinaio di Antonello da Messina, dipinto sul portello di uno stipo.

### Attività politica e sociale
Attorno al 1840, a Cefalù si verificarono alcune fratture tra clero e nobiltà. Il clero avanzava delle pretese di diritti feudali su territori dell'isola. Alcuni cittadini avevano fatto ricorso al Real Governo per far dichiarare illegittimi i diritti sulle prestazioni dovuti dalla Mansa vescovile. Questi furono difesi dal barone Pirajno, che nel 1844 pubblicò un volumetto intitolato Sulle prestazioni pretese dalla Mensa Vescovile di Cefalù.
Nel 1841 il Mandralisca si batté per la liberalizzazione della pesca delle amie, fino ad allora riservata ai proprietari delle tonnare. Convinto sostenitore dell'istruzione e del progresso sociale, si adoperò per la creazione di scuole e asili, destinando risorse per migliorare l'educazione pubblica. Investì parte del suo patrimonio per finanziare borse di studio a favore di giovani promettenti e sostenne iniziative culturali innovative, contribuendo allo sviluppo della comunità.
Nel 1847 divenne Presidente del Consiglio Distrettuale di Cefalù, ruolo che lo rese protagonista delle tensioni politiche della Sicilia preunitaria. Partecipò ai moti del 1848 come presidente del Comitato Provvisorio di Cefalù, composto dal barone Bordonaro, Nicolò Agnello, Francesco Cirincione, Vincenzo Agnello e Antonino Agnello. Nello stesso tempo, fu deputato al Parlamento Siciliano e, sotto la presidenza di Ruggiero Settimo, votò per la decadenza della dinastia borbonica. Dopo il ritorno dei Borboni nel 1849, queste scelte lo esposero a persecuzioni, ma non volle mai ritirare il voto della decadenza dei Borboni dalla Corona siciliana. Certo è che da tal epoca fece vita ritirata.

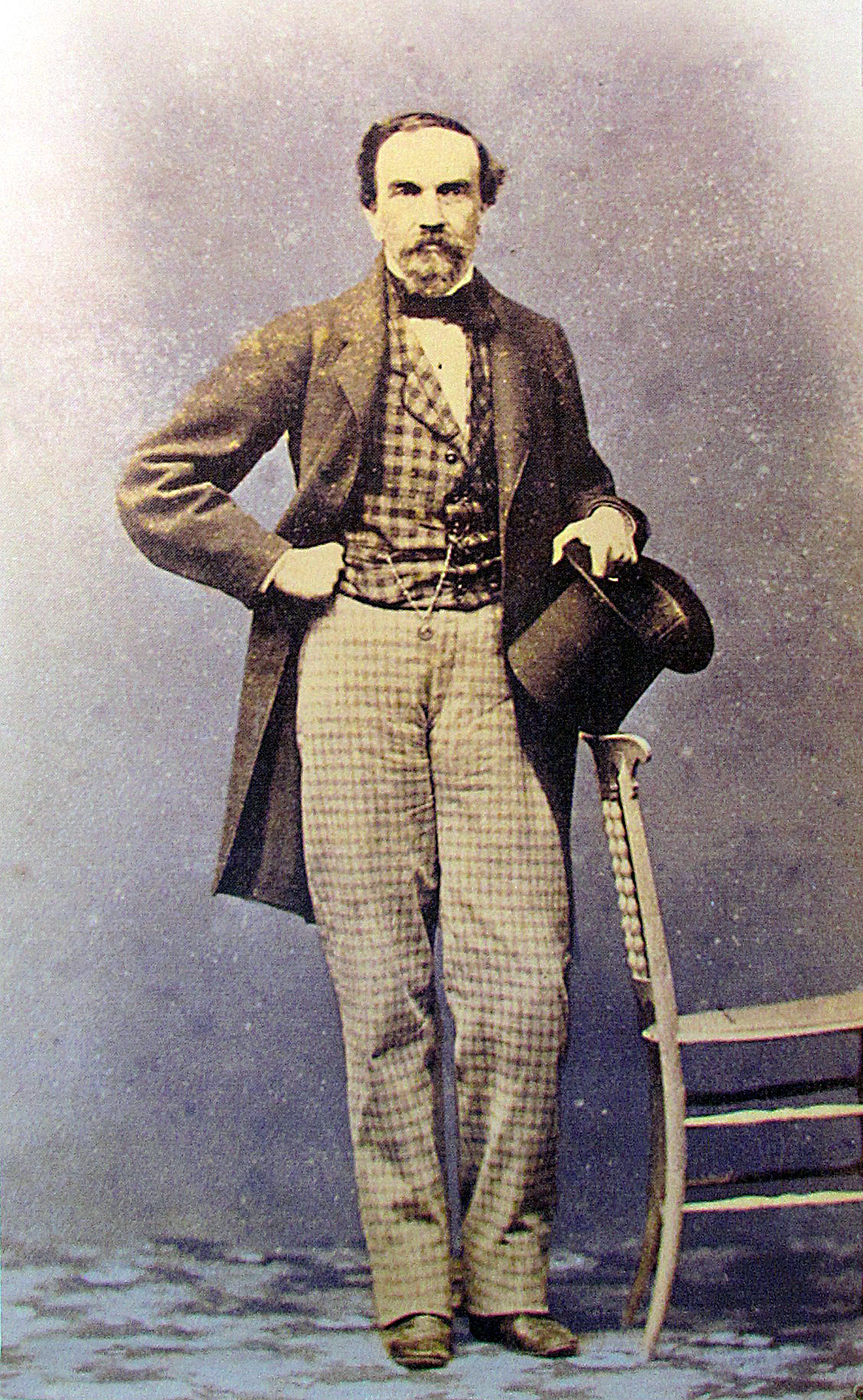
Enrico Pirajno di Mandralisca

Questo non impedì che, nel 1857, poco dopo lo scoppio del moto insurrezionale antiborbonico cefaludese (legato alle figure di Francesco Bentivegna e Salvatore Spinuzza), egli venisse arrestato a Napoli, forse sospettato di essere in combutta con i responsabili. Della partecipazione del barone ai moti del 1856 si hanno scarse notizie: probabilmente era a Lipari, dove rimase fino al maggio.
Dopo lo sbarco dei Mille nel maggio del 1860, fu nominato presidente del Comitato di Cefalù. In questa veste, svolse il compito di coordinare le attività dei vari Paesi delle Madonie. Nel giugno dello stesso anno divenne Presidente del Consiglio Civico di Cefalù. Nel gennaio 1861 fu eletto deputato della Camera dei deputati del Regno d'Italia per il collegio uninominale di Cefalù con 564 voti su 633 votanti.
L'8 marzo del 1861 fu nominato Consigliere della Luogotenenza per il dicastero della Pubblica istruzione dal marchese di Montezemolo (Luogotenente generale del Re nelle Province Siciliane). Nei mesi successivi, si impegnò a livello nazionale e a livello locale. In Parlamento, cerca di far promulgare una legge riguardante le ferrovie.
Nel frattempo, promosse la costruzione del porto di Cefalù alla Kalura, facendo giungere a proprie spese ingegneri che ne studiassero il progetto.
Negli stessi anni prese accordi con la Società dei vapori postali Italiani, affinché venissero toccate due volte al mese le coste di Cefalù e una a settimana quelle di Lipari. Nel Convento dei Cappuccini dell'isola istituì di tasca propria un Osservatorio Astronomico e ottenne dal Ministero la promessa della realizzazione di un faro sul capo Monterosso. Infine, il Mandralisca ricoprì anche l'incarico di Deputato dell'Ospedale a Cefalù.

### Attività scientifica e culturale
Enrico Pirajno dedicò gran parte della sua vita alla scienza e alla cultura, distinguendosi come uno studioso eclettico. Tra i suoi principali interessi vi erano la malacologia, la numismatica, l'archeologia e la botanica. Nelle sue esplorazioni nelle Madonie e nelle Eolie, raccolse numerosi esemplari di molluschi, contribuendo allo studio e alla catalogazione della fauna locale. Si occupò anche di archeologia, conducendo scavi nella contrada Diana a Lipari, dove rinvenne ceramiche e monete di epoca greca e romana.
Il barone si interessò anche di agricoltura e mineralogia. Nel 1837, ricevette la Medaglia d'argento di Prima Classe dal Reale Istituto di Incoraggiamento per l'Agricoltura, le Arti e le Manifatture della Sicilia, grazie alla presentazione di minerali, uva passa, olio e vini all'Esposizione Siciliana dell'Agricoltura. La sua reputazione di studioso gli valse il riconoscimento di botanici illustri come Filippo Parlatore e Vincenzo Tineo, che dedicarono a lui il nome di due nuove specie vegetali.
Nel 1840 diede alle stampe due opere: il Catalogo dei molluschi terrestri e fluviatili delle Madonie e luoghi adiacenti e una Monografia del genere Atlante. Nel febbraio dell'anno successivo fu pubblicata la Lettera al Signor D. Enrico Piraino Barone di Mandralisca di Benedetto Naselli con risposta al Signor Benedetto Naselli.
Nel 1842, sul numero 230 del Giornale Letterario Palermitano, Mandralisca scrisse una nota su alcune specie di molluschi terrestri e fluviali della Sicilia. In virtù dei meriti scientifici raggiunti, entrò in contatto con altri eminenti studiosi del tempo, tra essi Francesco Minà Palumbo.
Nel 1849 delegò al cognato Antonio Agnello l'acquisto del Castello sulla Rocca di Cefalù e terreni circostanti, un sito di rovine megalitiche risalenti all'età preellenica. Nel luglio 1850 fu nominato socio corrispondente della Commissione di Agricoltura e Pastorizia della Sicilia. Nello stesso anno, a novembre, ricevette il diploma di Corrispondente dell'Associazione per lo studio della Natura e dell'Arte di Hildesheim.
Nel novembre del 1855, Enrico Pirajno fu eletto deputato e corrispondente locale della Commissione di Antichità e Belle Arti di Palermo. Durante quell'anno, condusse ricerche sulla flora miocenica nell'isola di Lipari, ottenne dal Governo Borbonico che venissero restaurati i mosaici della Cattedrale di Cefalù e si occupò dell'ampliamento del Giardino botanico di Palermo.
Nel 1857 tornò a interessarsi di agricoltura, redigendo una relazione sui prodotti agricoli siciliani e fornendo ricette per la produzione di vini liquorosi ed aceto. A luglio ricevette la Medaglia di Argento di Prima Classe nell'Esposizione dell'Agricoltura Italiana. Nel gennaio del 1858 divenne socio dell'Accademia dei Pellegrini Affaticati di Castroreale, mentre a novembre fu nominato membro della Commissione di studi per la distruzione delle cavallette dell'Accademia Palermitana di Scienze e Belle Lettere.
Due anni più tardi, collaborò con Charles Theophile Gaudin alla stesura di un contributo sulla flora fossile italiana, pubblicato nel XVIII volume di Memorie della Società Elvetica di Scienze Naturali. Nel 1861, per i suoi meriti scientifici nel campo della zootecnica, venne scelto dal Governo come membro del Gran Giurì alla Esposizione Italiana di Firenze. Divenuto membro della Società di Acclimazione e di Agricoltura della Sicilia, durante l'evento, vinse la medaglia d'oro per l'olio da lui presentato. Nel 1862 diventò socio corrispondente nazionale della Accademia di Agricoltura, Commercio ed Arti di Verona.

### Ultimi anni e morte
Negli ultimi anni, Mandralisca soffrì di problemi polmonari che ne limitarono le attività. Nonostante la malattia, continuò a dedicarsi alle sue ricerche, tra cui uno studio sulla flora fossile in contrada Diana a Lipari, e alla gestione delle sue collezioni. Morì il 15 ottobre 1864 a Cefalù, circondato dall'affetto della famiglia e dalla stima della comunità. Fu sepolto presso l'Oratorio del SS. Rosario, ma i suoi resti vennero successivamente traslati in un mausoleo marmoreo nella Chiesa del Purgatorio (1867).

## Eredità

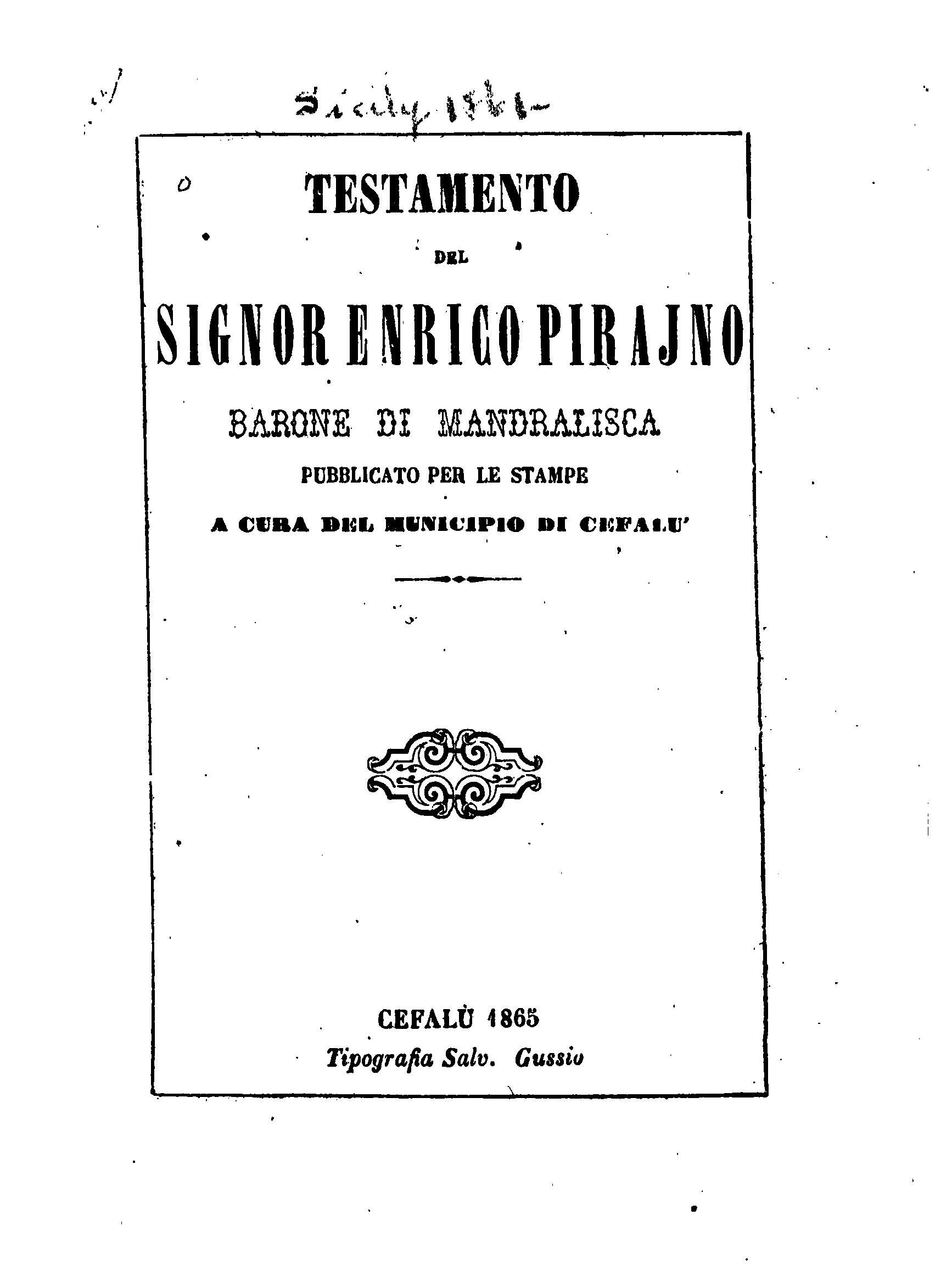
Il testamento di Enrico Pirajno pubblicato nel 1865 dal Comune di Cefalù

Il barone Mandralisca, che non aveva avuto figli, con il suo testamento, scritto il 26 ottobre del 1953, destinò tutto il patrimonio ad uso pubblico.

### Liceo
(Enrico Pirajno, Testamento del signor Enrico Pirajno : barone di Mandralisca / pubblicato per le stampe a cura del municipio di Cefalù, Cefalù, 1865, pp. 1-2)
Nel 1853 Cefalù non aveva ancora un sistema di istituti di istruzione e la maggior parte della popolazione era analfabeta. Da un punto di vista giuridico, il liceo fu concepito come “corpo morale”, alla cui istituzione avrebbero dovuto provvedere tre fiduciari, Antonino Agnello (cognato del Mandralisca), il barone Carlo Ortolano di Bordonaro e Vincenzo Pernice. Eretto in ente morale nel 1865, il Liceo non verrà concretamente avviato fino al 1888, anno della morte della moglie, rimasta usufruttuaria del patrimonio del marito dopo la sua morte.

### Biblioteca

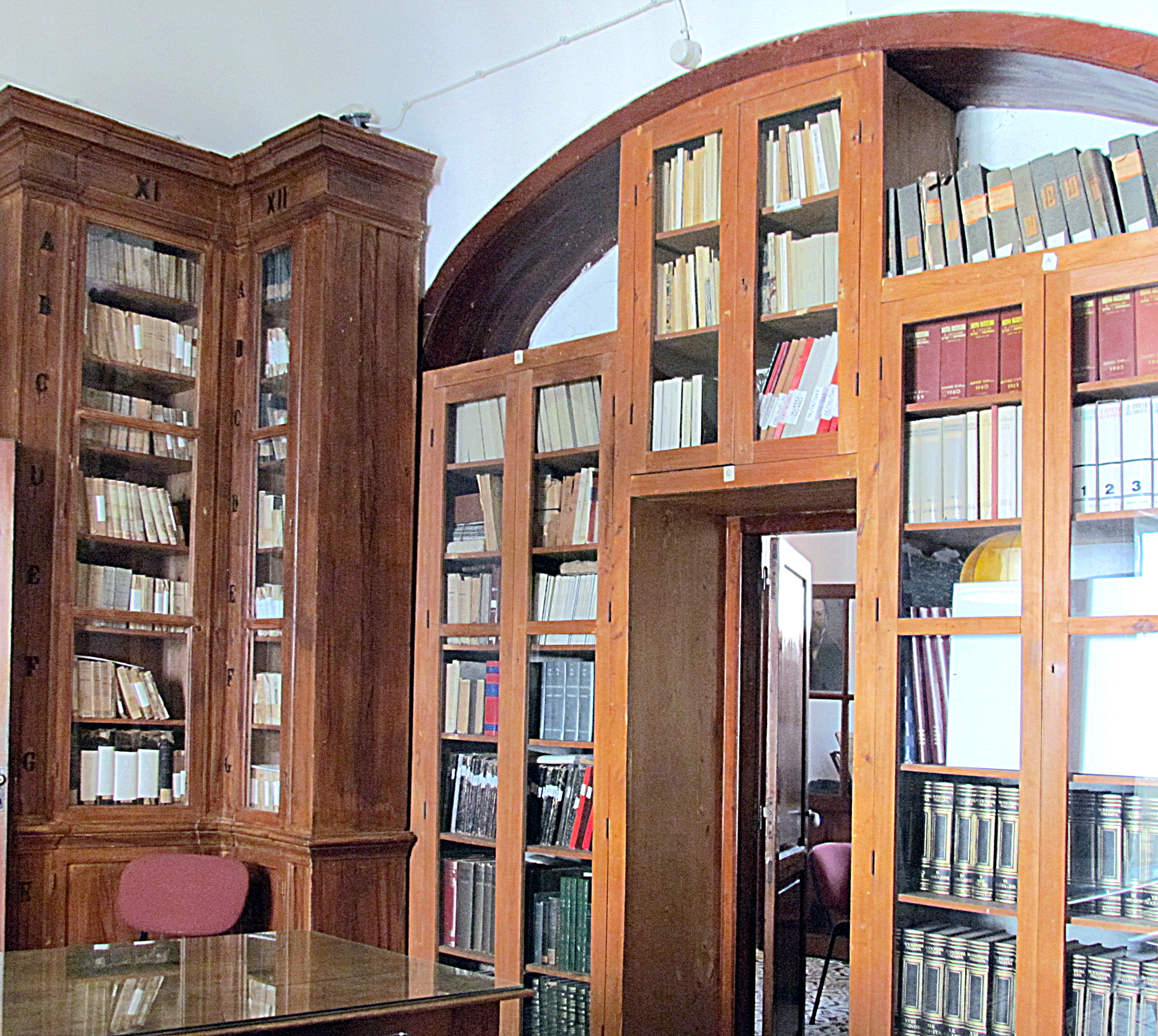
Biblioteca Mandralisca

Il testamento prevedeva anche la fondazione di una biblioteca.
(Enrico Pirajno, Testamento del signor Enrico Pirajno : barone di Mandralisca / pubblicato per le stampe a cura del municipio di Cefalù, Cefalù, 1865, p. 13)
La biblioteca, costituita da circa 7.000 volumi, tra i quali le opere lasciate dallo stesso fondatore. Vi sono conservati 87 testi del XVII secolo; 388 testi del XVIII secolo; 2344 pubblicazioni del XIX, di data anteriore alla morte del Mandralisca, ma anche diverse annate di riviste e giornali dell'800. Il resto è costituito da acquisizioni successive.
La Biblioteca della Fondazione Mandralisca va ascritta alla categoria delle biblioteche di enti morali di diritto privato. In sostanza, fa parte della proprietà privata della Fondazione Mandralisca, ma è comunque soggetta ad uso pubblico, così come stabilito da testamento.

### Museo
La villa del barone Mandralisca è divenuta sede del museo omonimo, che comprende una pinacoteca, una raccolta malacologica, il monetario, mobili e oggetti di pregio. Il Museo Mandralisca è qualificato giuridicamente come soggetto privato, ma è sottoposto a vincoli di destinazione pubblica.

## Opere
- Enrico Pirajno, Catalogo dei molluschi terrestri e fluviatili delle Madonie e luoghi adiacenti, Palermo, 1840.
- Enrico Pirajno, Monografia del genere Atlante: da servire per la fauna siciliana, Palermo, 1840.
- Enrico Pirajno, Lettera al Signor D. Enrico Pirajno Barone di Mandralisca di Benedetto Naselli con risposta al Signor Benedetto Naselli, Palermo, 1841.
- Enrico Pirajno, Nota su alcune specie di molluschi terrestri e fluviali della Sicilia, in Giornale Letterario Palermitano, 1842.
- Enrico Pirajno, Sulle prestazioni pretese dalla Mensa Vescovile di Cefalù. Brevi considerazioni di Enrico Pirajno, barone di Mandralisca, Cefalù, 1844.
- Enrico Pirajno, Difesa del Sig. Enrico Pirajno, barone di Mandralisca, contro il Direttore generale dei RR.DD. (Rami diversi) nel nome in Gran Corte Civile S.G., 1856.
- Enrico Pirajno e Charles Theophile Gaudin, Contributo, in XVIII volume di Memorie della Società Elvetica di Scienze Naturali, 1860.
- Enrico Pirajno, Risposta all'articolo intorno a Palazzo Adriano, in Appendice Generale del Dizionario Topografico, 1856.
- Enrico Pirajno, Testamento del signor Enrico Pirajno : barone di Mandralisca / pubblicato per le stampe a cura del municipio di Cefalù, 1865.

### Opere inedite
- Enrico Pirajno, Coltura e fecondazione delle palme.
- Enrico Pirajno, Osservazioni sulla crittogama.
- Enrico Pirajno, Conchiglie fossili degli Appennini e contorni.
- Enrico Pirajno, Catalogo degli uccelli che si trovano stazionari o di passaggio nelle Isole Eolie.
- Enrico Pirajno, Catalogo ed illustrazione di tutte le monete antiche di Lipari.
- Enrico Pirajno, Raccolte di iscrizioni Greche trovate in Lipari.
- Enrico Pirajno, Prodromo di topografia statistica dell'isole Eolie.

## Intitolazioni
A lui sono intitolate la via Mandralisca a Cefalù in cui sorgeva la sua casa, oggi sede del museo Mandralisca, e la via Enrico Piraino a Palermo.